# Charlotte de Robespierre
(Charlotte de Robespierre)
Marie-Marguerite-Charlotte de Robespierre (Arras, 5 febbraio 1760 – Parigi, 1º agosto 1834) è stata una scrittrice francese, sorella dei noti rivoluzionari Maximilien e Augustin de Robespierre.

## Biografia
Seconda figlia di François de Robespierre, un avvocato di successo d'Artois, e di Jacqueline-Marguerite Carrault, rimase orfana della madre nel 1764 e, dopo l'abbandono del padre nel 1766, fu allevata dalle zie paterne, Henriette ed Eulalie, insieme con la sorella minore Henriette, mentre i fratelli Maximilien e Augustin furono affidati ai nonni materni. Il 30 dicembre 1768, su raccomandazione del vescovo di Arras, Hilaire de Conzié, molto legato alla sua famiglia, fu mandata dalle zie come borsista nel convento di Manarres, un'istituzione caritatevole a Tournai che istruiva le ragazze povere dai nove ai diciotto anni, raggiunta dalla sorella il 4 giugno 1773, e che lasciò nel 1781, un anno dopo la morte prematura di Henriette. Visse insieme a Maximilien finché, nel 1789, fu eletto deputato del Terzo Stato e si trasferì a Versailles, mentre lei tornò ad Arras per vivere con il fratello minore Augustin, che aveva appena terminato gli studi.
Professando sempre per il fratello maggiore la più profonda ammirazione, acclamò con entusiasmo la causa della rivoluzione e si associò attivamente al movimento di tutte le nuove idee di libertà e democrazia. Nel 1792, Maximilien li chiamò presso di sé a Parigi, nella casa di rue Saint-Honoré dove abitava a pensione presso i coniugi Duplay. I rapporti tra Charlotte e la signora Duplay si guastarono rapidamente e Charlotte preferì trasferirsi in un appartamento di rue Saint-Florentin. In quest'epoca fu chiesta in moglie da Joseph Fouché, ma Charlotte respinse la richiesta a motivo del comportamento tenuto da Fouché durante la repressione della rivolta di Lione.
Dopo averlo accompagnato quando fu inviato come rappresentante dell'Assemblea nazionale a Tolone e Nizza, disapprovando le molte relazioni amorose, ruppe anche i rapporti con il fratello Augustin e, su richiesta di Maximilien, preferì tornare ad Arras, ma si ristabilì poco dopo a Parigi in casa di un'amica. I loro rapporti si erano completamente deteriorati nella primavera del 1794, quando entrambi i fratelli iniziarono a sospettare che si opponesse alla rivoluzione e alla nuova repubblica che stavano guidando, sebbene non ci fossero prove. A maggio, Maximilien fece in modo che fosse rimandata ad Arras. Temendo per la sua sicurezza, fuggì dalla sua scorta e tornò a Parigi, dove fece un tentativo infruttuoso di riconciliarsi con i suoi fratelli. Questa alienazione probabilmente contribuì a salvare la sua vita dopo il Colpo di stato del 9 termidoro.
Con la morte dei fratelli, temendo per la propria vita, si nascose ma fu scoperta e arrestata il 30 luglio. I termidoriani, che avevano montato la teoria di una cospirazione robespierrista per giustificare il proprio complotto, presero atto della sua dichiarazione di aver ignorato «l'infernale cospirazione» che altrimenti «ella avrebbe denunciato piuttosto che veder perdere il proprio Paese». Come dimostrano le sue Memorie, nelle quali difende le figure dei fratelli al contrario di quella dell'abate Proyart, si tratta di dichiarazioni non vere, rilasciate per salvare la propria vita. Liberata dopo due settimane di prigionia dal Comitato di sicurezza generale termidoriano, non si sposò mai e andò ad abitare presso degli amici, la famiglia Mathon, sotto il nome di famiglia della madre, Carrault. La figlia di Mathon l'amava come se fosse stata sua madre.
Per rovinare definitivamente la figura di Maximilien, il Comitato di salute pubblica e quello di sicurezza generale avevano provveduto a diffondere la falsa voce riguardo ad un presunto progetto dell'Incorruttibile di sposare la figlia di Luigi XVI, Maria Teresa Carlotta, detenuta nella Torre del Tempio, e di generare una sua personale dinastia. L'accusa a Charlotte di aver cooperato coi termidoriani per salvarsi fu rimessa in circolazione nel 1818. Secondo questa versione, la leggenda di Robespierre roi, che ebbe rapida diffusione, venne ulteriormente fomentata dalla fasulla prova, costruita ad hoc dai termidoriani, di un timbro con il fiore di giglio, simbolo capetingio, che si diceva fosse stato rinvenuto tra gli effetti personali del dittatore. Nel momento in cui il Comitato di sicurezza generale riuscì a individuare l'ultima dei Robespierre, rifugiatasi con una nuova identità presso un'amica, ella giudicò del tutto vera la maldicenza in circolazione. Seppe apparire agli occhi del Comitato come una vera e propria vittima dei fratelli, ignara dei loro subdoli complotti, e pronta alla loro dissacrante denuncia. Non si limitò, tuttavia, a screditare la reputazione di Augustin e Maximilien. Si mostrò difatti tutt'altro che avara di informazioni, accuse e delazioni riguardo a molti altri compagni montagnardi ancora in vita. Ciò valse a conquistarle un sussidio economico in qualità di vittima dei fratelli Robespierre, nonché la paradossale qualifica di cooperatrice del Termidoro, ma di certo non poté ottenebrare le oltremodo più carismatiche figure di Maximilien e Augustin. Tuttavia, respinse sempre con sdegno queste accuse, negandole nelle Memorie più volte, a parte la sua falsa dichiarazione di essere contraria ai fratelli, come detto utilizzata solo nell'immediato.
Negli anni della rivoluzione, inoltre, divenne intima amica di Giuseppina di Beauharnais, quando era solo la moglie del generale Beauharnais, poi ghigliottinato. Dal 1803 ottenne dal secondo marito di Giuseppina, Napoleone, che l'aveva conosciuta a Nizza insieme al fratello minore, un modesto sussidio annuale, addebitato ai conti speciali del ministero dell'interno diretto da Fouché, che le fu ridotto sotto la Restaurazione per ordine di Luigi XVIII, soppressa il 1º gennaio 1823 ma ristabilita, sotto il regno di Carlo X, dal ministro Martignac. Nel 1818, alcuni ex robespierristi come detto le fecero delle accuse che la sua pensione dal re era una ricompensa per essersi segretamente opposta a Maximilien durante la rivoluzione, ma nel suo testamento affermò con fermezza la sua completa lealtà ai suoi fratelli e all'ex repubblica.
Sopravvissuta quarant'anni ai due fratelli, morì povera il 1º agosto 1834, all'età di 74 anni, tra la famiglia Mathon, alla cui figlia, con testamento olografo del 6 febbraio 1828, lasciò in eredità alcuni modesti mobili ed effetti personali, e fu sepolta nel cimitero degli Errancis due giorni dopo. La tomba non esiste più dalla metà dell'Ottocento, quando il cimitero fu smantellato e le sue ossa trasferite, insieme con quelle dei fratelli Maximilien e Augustin, nelle catacombe di Parigi.

## Cultura postuma
Lasciò in eredità tutti i suoi scritti e documenti al giovane repubblicano Albert Laponneraye, conosciuto nel 1832, quando questi aveva pubblicato un primo volume dei discorsi di Robespierre. Laponneraye pubblicò subito le memorie di Charlotte con alcune sue integrazioni. Pochi mesi dopo apparve una seconda edizione e una terza nel 1840, all'interno dei quattro volumi delle Opere di Robespierre curate da Laponneraye.

## Scritti
- Memorie sui miei fratelli, a cura di Daria Galateria, traduzione di Roberta Ferrara, Palermo, Sellerio, 1989, ISBN 88-389-0552-5.

## Nella cultura di massa

### Letteratura
- Mathieu Gabella, Roberto Meli, Hervé Leuwers, Robespierre, Historica Biografie n. 5, Mondadori, 2017.